# Thomas Bezucha
Thomas Gordon Bezucha  (* 8. März 1964) ist ein US-amerikanischer Regisseur und Drehbuchautor.

## Leben
Bezuchas Vater lehrte an verschiedenen Universitäten, so dass die Familie oft umzog. Bezucha wuchs unter anderem in der Nähe der Northwestern University, in Princeton, Syracuse und zuletzt in Amherst auf, wo er die Amherst Regional High School besuchte.
Bezucha studierte Modedesign an der Parsons School of Design und begann seine Karriere in der Modebranche, zunächst als Senior Director of Creative Services für Polo by Ralph Lauren und später als Vice President of Creative Services für Coach. In den späten 1990er Jahren entschied er sich, seinen Kindheitstraum einer Tätigkeit in der Filmindustrie zu verwirklichen. Er verfasste das Drehbuch zum LGBT-Drama Big Eden, das er 2000 mit Arye Gross, Eric Schweig und Tim DeKay in den Hauptrollen auch selbst verfilmen konnte.
Sein nächster Film Die Familie Stone – Verloben verboten! entstand 2005. 2011 erschien die Liebeskomödie Plötzlich Star. Bezuchas Drehbuch zu Deine Juliet wurde 2018 von Mike Newell verfilmt.

## Filmografie (Auswahl)
Regie und Drehbuch
- 2000: Big Eden
- 2005: Die Familie Stone – Verloben verboten! (The Family Stone)
- 2011: Plötzlich Star (Monte Carlo)
- 2020: Let Him Go

Drehbuch
- 2018: Deine Juliet (The Guernsey Literary and Potato Peel Pie Society)
- 2021: The Good House